# Brestois (torpilleur)
Le Brestois est un torpilleur de la classe L'Adroit construit pour la marine française dans les années 1920.

## Conception et description
La classe L'Adroit était une version légèrement agrandie et améliorée de la classe Bourrasque précédente. Les navires avaient une longueur totale de 107,2 m, un maître-bau de 9,9 m et un tirant d'eau de 3,5 m. Les navires déplaçaient 1 380 t à charge standard et 2 000 t à pleine charge. Ils étaient propulsés par deux turbines à vapeur à engrenages, chacune entraînant un arbre d'hélice, utilisant la vapeur fournie par trois chaudière à trois tambours Du Temple. Les turbines d'une puissance de 31 000 ch, le propulsait à 33 nœuds (61 km/h) tout en transportant 386 t de mazout, leur donnant une autonomie de 3 000 milles marins (5 556 km) à 15 nœuds (28 km/h).
L'armement principal se composait de quatre canons de 130 mm modèle 1924 en affût simple, une tourelle superposée à l'avant et à l'arrière de la superstructure. Leur armement anti-aérien se composait d'une paire de canons de 37 mm modèle 1925. Ils étaient également équipés de deux tubes lance-torpilles triples de 550 mm, une double rampe de grenades anti-sous-marine intégrée dans la poupe ; ceux-ci abritaient un total de seize charges de 200 kg. En outre, deux lanceurs de charge de profondeur furent ensuite installés pour un transport de six charges de 100 kg.

## Construction et carrière
Le Brestois est mis sur cale le 17 mai 1926, lancé le 18 mai 1927 et achevé le 15 juin 1928. Il chavira le 8 novembre 1942 à la suite de tirs des navires de la Force opérationnelle 34 de la marine des États-Unis au large de Casablanca, au Maroc français, lors de la bataille navale de Casablanca. L'épave a été vendue à Casablanca le 9 mai 1951 à la Société Maroc Métaux. Le démantèlement de l'épave a été effectué entre avril 1952 et mars 1954.